# Congiunzioni latine
Nella grammatica latina, la congiunzione (dal latino coniungo, «congiungere», «unire») è una parte invariabile del discorso che serve a congiungere una proposizione con un'altra o ad unire tra loro parti di una stessa proposizione. Così come in italiano, in latino le congiunzioni sono coordinanti quando uniscono due proposizioni della stessa natura, mentre sono subordinanti quando uniscono una proposizione subordinata ad un'altra che ne è la reggente.

## Tipi di congiunzioni

### Congiunzionicoordinanti
Le congiunzioni coordinanti si distinguono, in base alla funzione che svolgono, in:
1. copulative:

- et, atque, ac (davanti a consonante), -que (enclitica, aggiunta alla fine della parola che segue) → «e»;
- etiam, quoque (posposta alla parola a cui si riferisce) → «anche»;
- neque, nec → «né», «e non»;
- nē...quidem → «nemmeno», «neppure».

1. disgiuntive:

- aut (contrapposizione tra due termini) → «o»;
- vel, -ve (scelta fra due termini) → «o»;
- sīve, seu → «ovvero», «o piuttosto».

1. avversative:

- sed, vērum → «ma», «al contrario»;
- at, atquī → «ma», «eppure»;
- tamen, attămen → «tuttavia»;
- cēterum → «del resto»;
- vērō, autem (posposte ad una o più parole) → «ma», «invece», «però», «tuttavia»;

1. causali-dichiarative:

- nam, namque, etenim (in principio di proposizione) → «infatti»;
- enim (posposto ad una o più parole) → «infatti».

1. conclusive:

- itaque, ergō, igitur (posposta) → «dunque», «pertanto», «perciò»;
- ideō, idcircō, proptereā → «perciò», «pertanto»;
- quārē (o quā rē), quamobrem, quōcircā → «per la qual cosa»;
- proinde (solo con congiuntivo o imperativo) → «laddove».

1.  limitative:
- quidem (posposta) → «almeno», «invero», «certamente»;
- equidem (di solito con il verbo alla 1ª persona singolare) → «senza dubbio», «certamente», «per parte mia».

1. correttive:

- quīn, quīn etiam → «che anzi», «anzi»;
- immō, immō vērō → «anzi», «all'opposto»;
- quamquam → «sebbene», «per quanto», «del resto», «d'altra parte».

1. correlative:

- et...et → «e...e», «sia...sia»;
- nec...nec, neque...neque → «né...né»;
- cum...tum → «sia...sia», «non solo...ma anche»;
- nunc...nunc, tum...tum, modō...modō → «ora...ora»;
- nōn sōlum...sed (etiam) → «non solo...ma (anche)»;
- nōn modo...sed (etiam) → «non solo...ma (anche)»;
- nōn tantum...sed (etiam) → «non solo...ma (anche)».

### Congiunzionisubordinanti
Le congiunzioni subordinanti si distinguono, secondo il tipo di subordinazione che instaurano con la reggente, in:
1. finali:

- ut, uti → «affinché»;
- quō (in proposizione con un comparativo) → «affinché» (da «affinché con ciò»);
- ne, quōminus → «affinché non»;
- nēve, neu → «e affinché non».

1. consecutive:

- ut → «che» (esplicito), «da» (implicito);
- ut nōn → «che non» (esplicito), «da non» (implicito);
- sīc, ita, tam → «così»;
- tantus → «così...tanto»;
- adeō → «a tal punto».

1. causali:

- quod, quia, quoniam → «poiché», «perché»;
- quandō, quandōquidem → «dal momento che»;
- cum → «poiché» (cum narrativo).

1. temporali:

- dum, dōnec, quoad → «finché», «fin tanto che»;
- ubi, ubi prīmum, ut, ut prīmum → «appena che», «non appena»;
- simul, simul ac, simul atque → «appena che», «non appena»;
- antequam, priusquam → «prima che», «prima di»;
- postquam → «dopo che»;
- cum → «quando», «allorché» (cum narrativo).

1. condizionali:

- sī → «se»;
- nisi, nī, sī nōn → «se non»;
- sīn, sīn autem, sī minus, sīn aliter → «se però», «se no»;
- nisi forte, nisi vērō → «tranne che», «a meno che»;
- dummodo, dum, modo → «purché»;
- dummodo nē, dum nē → «purché non»;
- nedum (+ congiuntivo) → «figuriamoci se, tanto meno poi, non che».

1. concessive:

- quamquam, quamvīs, licet → «sebbene», «quantunque», «benché»;
- etsī, etiamsī, tametsī → «anche se», «se anche»;
- cum, ut → «benché», «sebbene».

1. comparative e comparative ipotetiche:

- ut, sīcut, velut, tamquam → «come», «siccome»;
- tamquam sī, quasi, proinde → «come se»;
- ut sī, velut sī, perinde (proinde) ac sī → «come se».
- non minus quam si → «non meno che se».
- non secus ac si → «non altrimenti che se».

## Osservazioni
- Alcuni termini solitamente usati come congiunzioni possono assumere funzione avverbiale: è il caso di et ed etiam con valore di «persino», quamvis con aggettivi di grado positivo, vel come rafforzativo dei superlativi. Un esempio:

| «Fās est et ab hoste docērī.»           |
| «Si può imparare persino da un nemico.» |

## Valori dicume diut
Le congiunzioni cum e ut possono costruirsi sia con l'indicativo sia con il congiuntivo.
- Con l'indicativo cum ha valore esclusivamente temporale, più particolarmente può assumere i seguenti significati: generico (= quando, allorché); inverso (= quand'ecco); iterativo (= tutte le volte che); coordinativo (= e intanto); dichiarativo (= per il fatto che).
- Col congiuntivo cum può avere i seguenti valori: narrativo (= mentre, quando = gerundio); causale (= poiché, perché); concessivo (= benché, sebbene, quantunque); avversativo (= mentre, mentre invece).

Anche la congiunzione ut può costruirsi sia con l'indicativo sia con il congiuntivo.
- Con l'indicativo ut ha valore temporale (= quando, allorché); comparativo (= come); modale (= come); limitativo (= limitatamente a, per quanto è consentito); dichiarativo (= dato che); esemplificativo (= come ad esempio).

- Con il congiuntivo ut ha valore finale (= affinché; negativo: ne); consecutivo (= così....che; negativo: ut non); concessivo (= sebbene, benché, quantunque; negativo: ut non).